# نهائي دوري أبطال أوروبا 2011
نهائي دوري أبطال أوروبا 2011 كانت مباراة كرة قدم لعبت في 28 مايو 2011 على ملعب ويمبلي في لندن التي حددت الفائز بموسم 2010-11 في دوري أبطال أوروبا. الفائزون حصلوا على كأس الأندية الأوروبية البطلة (كأس أوروبا).
وكان نهائي 2011 تتويجا لموسم 56 من البطولة، وال19 في تاريخ دوري ابطال أوروبا.
وكان النهائي بين برشلونة الإسباني ومانشستر يونايتد الإنجليزي، تكرار لنهائي 2009 الذي لعب في روما وفاز برشلونة 2-0. انطلقت المباراة في 7:45 بعد الظهر بـ توقيت غرينيتش. أدار هذا اللقاء الحكم المجري فيكتور كاساي من المجر. المكان، ملعب ويمبلي الجديد، استضاف له أول نهائي كأس أوروبا، بعد أن افتتح في 2007.
واستضاف ملعب ويمبلي القديم نهائيات في 1963، 1968، 1971، 1978 و1992.
دخل الفريقان البطولة وسبق لهما الفوز بها ثلاث مرات، مانشستر يونايتد في عام 1968 ،1999 و2008؛ وبرشلونة في 1992 و2006 و2009. في الوصول إلى المباراة النهائية، في مرحلة خروج المغلوب فاز برشلونة على آرسنال، شاختار دونيتسك وأخيراً ريال مدريد في كلاسيكو ال212، في حين فاز مانشستر يونايتد على مرسيليا وتشيلسي وشالكه. في المواسم المحلية لهم، دخل الفريقان المباراة النهائية وهما بطلا الدوري الممتاز والدوري الأسباني لكنهما لم يفوزا بالكأس المحلية لهذا الموسم.
فاز برشلونة في المباراة 3-1، بأهداف بيدرو رودريغيز وليونيل ميسي وديفيد فيا، وحقق نادي برشلونة رابع ألقاب دوري ابطال أوروبا. تقدم برشلونة بهدف عن طريق اللاعب بيدرو رودريغيز ومالبث أن عادل المان يونايتد عن طريق اللاعب واين روني لينتهي الشوط الأول بنتيجة 1 - 1 .

## خلفية
استضاف ملعب ويمبلي الأصلي خمس نهائيات من كأس الأندية الأوروبية قبل 2011. كانت نهائيات الـ1968 و1978 الذي فاز بهما طرف إنجليزي: مانشستر يونايتد هزم بنفيكا 4-1 في عام 1968 وليفربول في عام 1978 فاز على كلوب بروج 1-0. بنفيكا أيضاً خسر في نهائي 1963، خسر 2-1 امام ميلان، في حين فاز اياكس بالإولى من ثلاث كؤوس أوروبية على التوالي على ملعب ويمبلي في عام 1971، بفوزه على باناثينايكوس 2-0. في نهائي 1992، فاز برشلونة على نادي سمبدوريا 1-0 في المباراة النهائية لعبت تحت المسمى السابق للبطولة كأس الأندية الأوروبية قبل الأخذ في الموسم التالي من الشكل الحالي لدوري ابطال أوروبا.
افتتح أولاً للإمبراطورية البريطانية في عام 1923، وكان يعرف أصلاً بملعب الإمبراطورية. في تلك السنة، تمت استضافة أول نهائي من كأس الاتحاد الإنجليزي، عندما حاول ما يقارب 200,000 متفرج مشاهدة مباراة بين بولتون واندررز ووست هام يونايتد. استضاف ويمبلي لجميع مباريات إنجلترا في كأس العالم 1966، بالإضافة لمباراة الفوز 4-2 على ألمانيا الغربية في المباراة النهائية، وفي كأس الأمم الأوروبية 1996. أغلق الملعب الأصلي في عام 2000 وهدم بعد ذلك بثلاث سنوات، ليحل محله ملعب الـ90،000 سعة، الذي افتتح في عام 2007.
المباراة كانت تكراراً للمباراة النهائية التي كانت قبل عامين، الذي فاز بها برشلونة 2-0 في روما. وكان مانشستر يونايتد وبرشلونة قد فازا بثلاثة ألقاب أوروبية قبل المباراة. وكان يونايتد فاز قبل ثلاث سنوات ضد تشلسي وبايرن ميونيخ في عام 1999، وبنفيكا في عام 1968. وكان برشلونة قد فاز بلقبه الأول قبل 19 عاما، ضد سامبدوريا في ملعب ويمبلي. ثم فاز باللقب الثاني في عام 2006 بفوزه على آرسنال 2-1 في باريس. آخر لقب فاز به برشلونة كان ضد مانشستر يونايتد في عام 2009، وكان أخر وأحدث نهائي لكليهما. وكان برشلونة قد تواجد في المباراة النهائية للمرة الثالثة في ست سنوات بينما مانشستر يونايتد للمرة الثالثة في أربع سنوات.

## الطريق إلى لندن
| الفريق       | لعب | ف | ت | خ | له | عليه | +/- | نقاط |
| ------------ | --- | - | - | - | -- | ---- | --- | ---- |
| برشلونة      | 6   | 4 | 2 | 0 | 14 | 3    | +11 | 14   |
| كوبنهاغن     | 6   | 3 | 1 | 2 | 7  | 5    | +2  | 10   |
| روبين كازان  | 6   | 1 | 3 | 2 | 2  | 4    | −2  | 6    |
| باناثينايكوس | 6   | 0 | 2 | 4 | 2  | 13   | −11 | 2    |

| الفريق          | لعب | ف | ت | خ | له | عليه | +/- | نقاط |
| --------------- | --- | - | - | - | -- | ---- | --- | ---- |
| مانشستر يونايتد | 6   | 4 | 2 | 0 | 7  | 1    | +6  | 14   |
| فالنسيا         | 6   | 3 | 2 | 1 | 15 | 4    | +11 | 11   |
| رينجرز          | 6   | 1 | 3 | 2 | 3  | 6    | −3  | 6    |
| بورصاسبور       | 6   | 0 | 1 | 5 | 2  | 16   | −14 | 1    |

## قبل المباراة

### الملعب

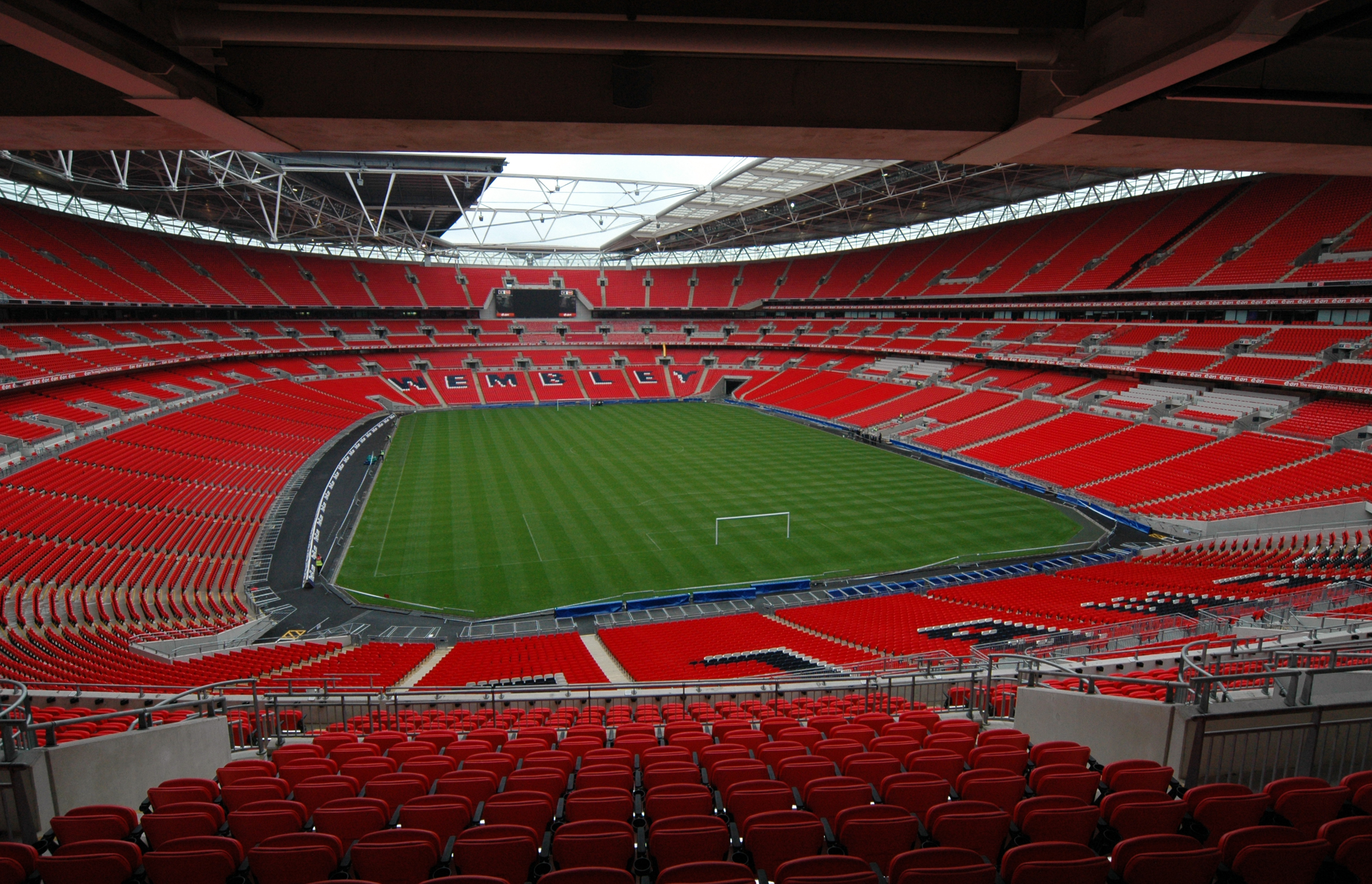
داخل ملعب ويمبلي

تم اختيار ملعب ويمبلي كمسرح لنهائي دوري أبطال أوروبا 2011 بعد اجتماع اللجنة التنفيذية للاتحاد الأوروبي في نيون، سويسرا، في 29 يناير 2009. كانت هناك ملاعب أخرى في المنافسة لإستضافة المباراة النهائية شملت ملعب أليانز أرينا في ميونيخ والأولمبي في برلين. وعوضاً عن ذلك سيستضيف أليانز أرينا نهائي 2012. عطلة نهاية الاسبوع خصصت من قبل الاتحاد الأوروبي لنهائي دوري ابطال أوروبا 2011 كان في الأصل مقرر من قبل دوري كرة القدم كموعداً للمباريات الفاصلة لدوري كرة القدم، التي هي عادتاً ماتجرى في مايو عطلة البنوك البريطانية; ولكن، بسبب اشتراط الاتحاد الأوروبي في أن يتاح له الاستخدام الحصري للمكان في الفترة التي تسبق المباراة النهائية، كان لا بد من نقل المباريات الفاصلة. ونتيجة لهذا الخرق بالعقد مع الاتحاد الإنجليزي لكرة القدم، طالب دوري كرة القدم بالتعويض. في 21 يناير 2011، كجزء من اتفاق تسوية مع الاتحاد الإنجليزي لكرة القدم، تم نقل المباريات الفاصلة النهائية من دوري الدرجة الإولى والثانية إلى ملعب اولد ترافورد، مانشستر، أن تلعب على التوالي يوم 29 مايو و28 مايو 2011؛ المباراة الفاصلة النهائية من بطولة دوري كرة القدم لم يتم إعادة جدولتها. كما أيضاً تم نقل المباراة الفاصلة النهائية من دوري المؤتمر الوطني إلى مانشستر، لتقام في ملعب مدينة مانشستر يوم 21 مايو 2011.
سفير الاتحاد الأوروبي لنهائي دوري أبطال أوروبا 2011 هو المهاجم السابق لنادي توتنهام هوتسبر غاري لينيكر. في مهمته الأولى كسفير، في 26 أغسطس 2010، ساعد لينيكر في إجراء قرعة دور المجموعات من المسابقة. وشارك لينيكر في وقت لاحق في إزاحة الستار عن تصميم العلامة التجارية لنهائي 2011 في حدث على استاد ويمبلي يوم 25 نوفمبر 2010. استضافته شبكة سكاي سبورت بتقديم ريتشارد كيز، كما حضر الحدث مدير مسابقات الاتحاد الأوروبي جورجيو ماركيتي، ووزيرة بريطانية سابقة للرياضة وممثلة مدينة لندن كيت هوي، الأمين العام للإتحاد الإنجليزي لكرة القدم اليكس هورن، اللاعبة الإنجليزية الدولية فاي وايت. الشعار للنهائي هو في إستايل شعار قمة وبتواجد كأس الاندية الأوروبية البطلة في الوسط، يحيط به أسدان. وفقا لمصممي الشعار، راديانت استوديوهات مقرها لندن، المقصود بالأسدين هما الفريقين الواصلين للنهائي، يتقاتلان على الكأس. ويقال إن استخدام العناصر التقليدية بأسلوب عصري في التصميم مستوحاة من المصممين البريطانيين العصريين مثل فيفيان ويستوود والخياطين في سافيل رو.

### التذاكر
على الرغم من أن ملعب ويمبلي كالعادة يستوعب ما يقارب إلى 90,000 متفرج، إلى أنه الاستيعاب الصافي لنهائي دوري أبطال أوروبا 2011 سيكون تقريباً 86,000. الفريقين اللذان وصلا النهائي تم تخصيص لهما 25,000 تذكرة، في حين مايزيد عن 11,000 تذكرة طرحت للبيع العام.افتتحت فترة تقديم الطلبات لهذه الأخيرة في يوم 24 فبراير 2011 وأغلقت في الساعة 17:00 بتوقيت جرينتش يوم 18 مارس، مع الإعلان عن الرابحين تم تحديدهم بواسطة قرعة عشوائية قبل 6 أبريل.
وعقد حفل إطلاق التذاكر في قاعة المدينة في لندن يوم 17 فبراير 2011، الذي أوضح أن عملية بيع التذاكر أعلاه. كما تم استخدام هذا الحدث لترويج عن بدء بيع التذاكر، وحضره السفير النهائي غاري لينيكر، هوب باول مدربة المنتخب الإنجليزي، وسفير مهرجان الأبطال غرايم لو سوكس، النائب الرابع للرئيس ماريوس ن. ليفكاريتس، ونائب رئيس الاتحاد الإنجليزي كرة القدم باري برايت. لو سوكس وباول كانا المقدمين مع أول التذاكر الرمزية للنهائي من قبل أربعة تلاميذ من المدارس المحلية.

### كرة المباراة
كما هو الحال مع الكور العشرة السابقة لنهائيات دوري أبطال أوروبا، بداية بكرة نهائي 2001، قدمت كرة المباراة من قبل الشركة الألمانية للمعدات الرياضية أديداس. وكشف النقاب عنها في 3 مارس 2011 على ملعب ويمبلي، وتم تصميم كرة نهائي لندن على شكل «كرة نجمية» وهو التصميم المرادف لكرات دوري أبطال أوروبا. في انعكاس للصليب القديس جورج الموجود على علم إنجلترا، مكونة الكرة من اللون الأساسي الأبيض مع نجوم حمراء، متصلة بقمة، النجمة ذات اللون البرتقالي اللافت. تقنياً، فإن أسهم الكرة شيدت مع كرة نهائي مدريد، التي استخدمت لنهائي 2010.

### حفل الافتتاح
تم افتتاح نهائي دوري أبطال أوروبا 2011 رسمياً في 21 مايو 2011 مع افتتاح مهرجان أبطال أوروبا 2011 في ركن المتحدثين في حديقة هايد بارك، لندن. وكان المهرجان جاري لمدة أسبوع كامل حتى المباراة الكبيرة على استاد ويمبلي، وتم إغلاقه قبل ساعات قليلة من انطلاق المباراة. ومن بين عوامل الجذب التي كانت في المهرجان عرض تفاصيل عن تاريخ مسابقة كأس الاتحاد الأوروبي، وملاعب كرة قدم مصغرة للاستخدام للجمهور، والكأس نفسها.

## البث
بثت المباراة على أي تي في 1 وسكاي سبورت في المملكة المتحدة. وفي الولايات المتحدة، بثت فوكس النهائي للعام الثاني على التوالي. وفي العالم العربي كالعادة قامت قناة الجزيرة ببث المباراة على 12 قناة تابعة لها (+1، +2، +3، +4، +5، +6، +7، +8، +9، +10، HD1 وعلي HD2 بتقنة 3D). وفي أمريكا الجنوبية، بثت قناة غلوبو وريدي بانديرانتيس المباراة للبرازيل.

## المباراة

### التفاصيل
| برشلونة                        | 3 – 1 | مانشستر يونايتد |
| ------------------------------ | ----- | --------------- |
| 27' بيدرو · 54' ميسي · 69' فيا | تقرير | روني 34'        |

| برشلونة | مانشستر يونايتد |

| مانشستر يونايتد:    |    |                  |     |     |
|                     |    |                  |     |     |
| GK                  | 1  | أدوين فان در سار |     |     |
| RB                  | 20 | فابيو            |     | 69' |
| CB                  | 5  | ريو فرديناند     |     |     |
| CB                  | 15 | نيمانيا فيديتش   |     |     |
| LB                  | 3  | باتريس إيفرا     |     |     |
| RM                  | 25 | لويس فالنسيا     | 79' |     |
| CM                  | 16 | مايكل كاريك      | 61' | 77' |
| CM                  | 11 | راين غيغز        |     |     |
| LM                  | 13 | بارك جي سونغ     |     |     |
| SS                  | 10 | واين روني        |     |     |
| CF                  | 14 | تشيشاريتو        |     |     |
| الاحتياط:           |    |                  |     |     |
| GK                  | 29 | توماش كوشتشاك    |     |     |
| FW                  | 7  | مايكل أوين       |     |     |
| MF                  | 8  | أندرسون          |     |     |
| DF                  | 12 | كريس سمولينغ     |     |     |
| MF                  | 17 | ناني             |     | 69' |
| MF                  | 18 | بول سكولز        |     | 77' |
| MF                  | 24 | دارين فليتشر     |     |     |
| المدرب:             |    |                  |     |     |
| السير أليكس فيرغسون |    |                  |     |     |

| برشلونة:        |    |                  |     |       |
|                 |    |                  |     |       |
| GK              | 1  | فيكتور فالديز    | 85' |       |
| RB              | 2  | داني ألفيس       | 60' | 88'   |
| CB              | 3  | جيرارد بيكيه     |     |       |
| CB              | 14 | خافيير ماسكيرانو |     |       |
| LB              | 22 | إريك أبيدال      |     |       |
| DM              | 16 | سيرجيو بوسكيتس   |     |       |
| CM              | 6  | تشافي هيرنانديز  |     |       |
| CM              | 8  | أندريس إنييستا   |     |       |
| RW              | 7  | دافيد فيا        |     | 86'   |
| LW              | 17 | بيدرو رودريغيز   |     | 90+2' |
| CF              | 10 | ليونيل ميسي      |     |       |
| الاحتياط:       |    |                  |     |       |
| GK              | 38 | أويير أولازابال  |     |       |
| DF              | 5  | كارليس بويول     |     | 88'   |
| FW              | 9  | بويان كركيتش     |     |       |
| MF              | 15 | سيدو كيتا        |     | 86'   |
| MF              | 20 | إبراهيم أفيلاي   |     | 90+2' |
| DF              | 21 | أدريانو          |     |       |
| MF              | 30 | تياغو ألكانتارا  |     |       |
| المدرب:         |    |                  |     |       |
| جوسيب غوارديولا |    |                  |     |       |

| الويفا رجل المباراة: ليونيل ميسي (برشلونة) الجماهير' رجل المباراة: ليونيل ميسي (برشلونة) حكام المساعدين: جابور ايروس (خط التماس) (المجر) جيورجي رينغ (خط التماس) (المجر) ميهالي فابيان (منطقة الجزاء) (المجر) تاماس بوغنار (منطقة الجزاء) (المجر) الحكم الرابع: استفان فاد (المجر) الحكم الخامس: روبرت كيسبال (المجر) |

### إحصاءات
|                    | برشلونة | مانشستر يونايتد |
| ------------------ | ------- | --------------- |
| الأهداف المسجلة    | 1       | 1               |
| مجموع التسديدات    | 8       | 2               |
| التسديد على المرمى | 3       | 1               |
| امتلاك الكرة       | 67%     | 33%             |
| ضربات ركنية        | 1       | 0               |
| الأخطاء المرتكبة   | 2       | 5               |
| حالات التسلل       | 0       | 4               |
| بطاقات صفراء       | 0       | 0               |
| بطاقات حمراء       | 0       | 0               |

|                    | برشلونة | مانشستر يونايتد |
| ------------------ | ------- | --------------- |
| الأهداف المسجلة    | 2       | 0               |
| مجموع التسديدات    | 11      | 2               |
| التسديد على المرمى | 9       | 0               |
| امتلاك الكرة       | 62%     | 38%             |
| ضربات ركنية        | 5       | 0               |
| الأخطاء المرتكبة   | 5       | 16              |
| حالات التسلل       | 1       | 1               |
| بطاقات صفراء       | 2       | 2               |
| بطاقات حمراء       | 0       | 0               |

|                    | برشلونة | مانشستر يونايتد |
| ------------------ | ------- | --------------- |
| الأهداف المسجلة    | 3       | 1               |
| مجموع التسديدات    | 19      | 4               |
| التسديد على المرمى | 12      | 1               |
| امتلاك الكرة       | 63%     | 37%             |
| ضربات ركنية        | 6       | 0               |
| الأخطاء المرتكبة   | 5       | 16              |
| حالات التسلل       | 1       | 5               |
| بطاقات صفراء       | 2       | 2               |
| بطاقات حمراء       | 0       | 0               |

## بعد المباراة

### تقديم الكأس والاحتفالات
في مبادرة من جانب زملائه، إريك أبيدال، الذي كان قد خضع لعملية جراحية قبل شهرين فقط لإزالة ورم في كبده، أعطي شرف ارتداء شارة الكابتن خلال حفل تقديم الكأس. وكان أول لاعب يرفع الكأس. تحدث بعد ذلك، أبيدال، الذي كان يدمع، أعرب عن تقديره للفتة، وتحدث عن كيف كان ناديه «خاص».
أشاد مدرب برشلونة جوسيب غوارديولا بميسي بعد المباراة، ذكر الأرجنتيني كان «أفضل لاعب [قد] رأيته على الإطلاق» وأن ميسي «صنع الفارق» في المباراة. وفي الوقت نفسه، اعترف مدرب مانشستر يونايتد السير اليكس فيرغسون أن برشلونة أفضل فريق لعب ضده على الإطلاق مشاعره رددها كابتن يونايتد نيمانيا فيديتش والمدافع ريو فرديناند.
جيرارد بيكيه قام بقطع شباك المرمى الذي كان خلفه مشجعو برشلونة والذي سجل به برشلونة هدفي الفوز، وأخذه إلى متحف النادي في الكامب نو. بعد ذلك قام لاعبو برشلونة والمدربون وأسرهم بتشكيل دائرة في وسط الميدان ورقصوا. واشتغلت الرشاشات على استاد ويمبلي في وقت الاحتفال واحتفل اللاعبون والمدربون تحتها.
و بذلك التتويج تأهل برشلونة للعب ضد بورتو، الفائز بالدوري الأوروبي 2010–11 في كأس السوبر الأوروبي 2011 في موناكو في 26 أغسطس 2011، وأيضاً دخل إلى الدور نصف النهائي من كأس العالم للأندية 2011 والذي أقيم في ديسمبر 2011.

## وصلات خارجية
- الموقع الرسمي